# Vatica rynchocarpa
Vatica rynchocarpa är en tvåhjärtbladig växtart som beskrevs av Peter Shaw Ashton. Vatica rynchocarpa ingår i släktet Vatica och familjen Dipterocarpaceae. Inga underarter finns listade i Catalogue of Life.